# Helmut Madl
Helmut Madl (* 14. November 1942 in Öblarn) ist ein österreichischer Alttestamentler.
Madl promovierte 1974 an der Universität Bonn bei Johannes Botterweck in katholischer Theologie und wurde Bibliothekar des Priesterseminars der Diözese Graz-Seckau. Zu seinen Forschungsschwerpunkten gehörte das Hoheslied.

## Schriften
- Literarkritische und formanalytische Untersuchungen zu 1 Sam 14. Bonn 1974.
- Wenn ihr den Bund haltet. Stuttgart 1975.